# ویولتا آرلاک
ویولتا آرلاک (لهستانی: Violetta Arlak؛ زادهٔ ۲۲ ژانویه ۱۹۶۸) بازیگر اهل لهستان است.
از فیلم‌ها یا مجموعه‌های تلویزیونی که وی در آن‌ها نقش داشته است، می‌توان به پسرها گریه نمی‌کنند، نشانه‌گذاری‌شده، سال‌های شیرین، تاج پادشاهان، اجاره‌نشین‌ها، ع چون عشق، جهان به روایت خانواده کیپسکی، در خوشی و سختی، در خیابان سپولنی، پرستار کودک، ماگدا ام.، مادران، کارآگاهان جنایی، هتل ۵۲، ۳۹ و نیم و عشق بزرگ کوچک اشاره نمود.